# Otto Kornei
Otto Kornei (* 29. April 1903 in Wien; † 10. Juni 1993 in Monterrey) war ein österreichischer Ingenieur, der erhebliche Anteile an der Erfindung der Elektrofotografie (Xerografie) hatte.
1938 (im Jahr des Anschlusses Österreichs an das Deutsche Reich) floh er vor den Nationalsozialisten in die USA. Dort war er zunächst arbeitslos. Schließlich investierte er seine letzten Ersparnisse für ein Stellengesuch in der Zeitschrift Electronics, in dem er sich als Elektroingenieur mit Laborerfahrung beschrieb. Er bekam nur eine Antwort: Es meldete sich der Erfinder und Physiker Chester Floyd Carlson. Dieser arbeitete in seiner Freizeit an einer Erfindung: einem Kopierer nach dem Prinzip der Xerografie. Da Carlson selbst nicht genügend Zeit hatte und außerdem noch an Arthritis litt, benötigte er jemanden, der die notwendigen Aufbauten und Versuche vornehmen konnte. Kornei war von der Erfindung nicht überzeugt, benötigte jedoch das Geld, um seine Familie zu ernähren. Daher erklärte er sich dazu bereit, in Teilzeit für sechs Monate an dem Projekt zu arbeiten, während er nach einer anderen Stelle suchte. 
Am 6. Oktober 1938 begann Kornei seine Arbeit bei Carlson. Er erhielt einen Lohn in Höhe von 90 US-Dollar pro Monat (entspricht rund 1.300 US-Dollar im Jahr 2006), außerdem versprach Carlson ihm 20 % Gewinnbeteiligung bis zu einer Höhe von 10.000 US-Dollar und 10 % von allen darüber hinausgehenden Gewinnen. Er bezweifelte jedoch, dass Carlson je Einnahmen aus der Erfindung erhalten würde.
Mit einem Budget von nur 10 US-Dollar pro Monat (deren Kaufkraft entspricht rund 140 US-Dollar im Jahr 2006) sollte er ein funktionsfähiges Modell fertigen. Aufgrund seiner Erfahrung entwickelte er das Verfahren schnell weiter und bereits am 22. Oktober 1938 gelang ihnen erstmals die erfolgreiche Erstellung einer Kopie in ihrem Labor in Astoria, Queens. 
Kornei wirkte an weiteren Verbesserungen des Verfahrens mit. Doch er glaubte nach wie vor nicht an den Erfolg der Erfindung Carlsons und nahm 1939 nach Ablauf der vereinbarten sechs Monate eine Stelle bei Brush Manufacturing in Cleveland an. Kornei und Carlson trafen sich noch einmal in New York und trafen eine Vereinbarung, die beiden vorteilhaft erschien: Kornei erhielt die gesamten Rechte an einer anderen Erfindung, die er während seiner Arbeit bei Carlson gemacht hatte, dafür verzichtete er auf die ihm zustehenden 10 % Gewinnbeteiligung.
Bei Brush Manufacturing wirkte Kornei maßgeblich daran mit, die Firma zu einem führenden Hersteller von hochwertigen Tonköpfen für Magnetaufzeichnungsgeräte zu machen.
Die beiden Männer hielten über die Jahre losen Kontakt. 1956 lud Carlson bei einem Besuch in Cleveland Kornei und seine Frau zum Abendessen ein und schenkte ihm 100 Aktien der Firma Haloid (später umbenannt in Xerox), die mittlerweile den Fotokopierer weiterentwickelte. Kornei sagte Carlson, dass er nicht mehr bei Brush Manufacturing arbeiten wolle. Doch das Angebot von Carlson, bei Haloid anzufangen, nahm er nicht an, stattdessen ging er zu IBM – dort war man von seiner frühen Mitarbeit am Xerografie-Verfahren beeindruckt.
Später, als 1960 das Modell Xerox 914 zu einem enormen wirtschaftlichen Erfolg wurde, änderte sich der Ton zwischen den beiden. Kornei schrieb einen Brief an Carlson, in dem er sich über die geringe Belohnung für seine Mitwirkung an der Erfindung beschwerte. Schließlich bekam er von Carlson weitere 500 Aktien. (100 Aktien von Haloid / Xerox waren zu diesem Zeitpunkt mehr als 22.000 US-Dollar wert, 1972 wären sie sogar über eine Million US-Dollar wert gewesen, wenn Kornei sie so lange gehalten hätte.)
1960 wurde Kornei zum Ehrenmitglied (Honorary member) der amerikanischen Audio Engineering Society ernannt.
An der University of California, Berkeley, existiert ein Otto and Herta F. Kornei Endowment Fund, der Studenten finanziell unterstützt, die sich mit der Verbesserung von Tonaufnahme- und -Wiedergabesystemen befassen.

## Veröffentlichungen
- Otto Kornei: Structure and Performance of Magnetic Transducer Heads. In: Journal of the Audio Engineering Society. Vol. 1, No. 3, S. 225–231, Juli 1953.
- Otto Kornei: Survey of Flux-Responsive Magnetic Reproducing Heads. In: Journal of Audio Engineering Society. Vol. 2, No. 3, S. 145–150, Juli 1954.
- Otto Kornei: US-Patent 2683856, Magnetic-Electric Transducer. 13. Juli 1954
- Otto Kornei: US-Patent 2866011, Magnetic Transducer Head. 23. Dezember 1958